# Brachythecium tortipilum
Brachythecium tortipilum là một loài rêu trong họ Brachytheciaceae. Loài này được J.-P. Frahm mô tả khoa học đầu tiên năm 2010.